# Perehoniwka (obwód kirowohradzki)
Perehoniwka (ukr. Перегонівка) – wieś na Ukrainie, w obwodzie kirowohradzkim, w rejonie hołowaniwskim. W 2001 liczyła 3448 mieszkańców, spośród których 3364 posługiwało się językiem ukraińskim, 73 rosyjskim, 3 mołdawskim, 1 bułgarskim, a 7 ormiańskim.